# ロヘル・マルティネス
ロヘル・マルティネス (Roger Martínez) こと、ロヘル・ベイケル・マルティネス・トビンソン（Roger Beyker Martínez Tobinson, 1994年6月23日 - ）は、コロンビア・ボリーバル県カルタヘナ出身の元同国代表のサッカー選手。ラシン・クラブ所属。ポジションはフォワード。ロジャー・マルティネスと表記されることもある。

## 経歴

### クラブ
2013年にアルゼンチンのラシン・クラブでプロデビューを飾った。2016シーズン、ラシンで公式戦15試合に出場し、7ゴールを記録していた。
2016年7月14日、中国・スーパーリーグの江蘇蘇寧へ完全移籍した。江蘇蘇寧は900万ユーロ（約10億6000万円）の移籍金と、マルティネスが他クラブに移籍する際に発生した移籍金のうちの15パーセントをラシンに支払うことになった。
2018年1月7日、ビジャレアルCFにシーズン終了までのレンタル移籍で加入。契約には買取オプションが含まれていたが、ビジャレアルは行使せず、2018年夏からはクラブ・アメリカでプレーした。
2023年7月、アルゼンチンのボカ・ジュニアーズも興味を示していたが、コパ・リベルタドーレス優勝を目指すフェルナンド・ガゴ監督がマルティネスを熱望したこともあり、かつてプロデビューをしたクラブであるラシン・クラブに2024年末までの1年半契約で加入した。

### 代表
2016年に行われた、コパ・アメリカ・センテナリオのコロンビア代表の9番をつけてプレーした。
コパ・アメリカ2019にも代表に選出。グループリーグ第1戦のアルゼンチン戦では、前半戦で負傷したルイス・ムリエルとの交代で途中出場。後半27分に先制ゴールを決め、2-0の勝利に導いた。

## 代表歴

### 出場大会
- コロンビア代表
  - 2016年 - コパ・アメリカ・センテナリオ (3位)
  - 2019年 - コパ・アメリカ2019 (ベスト8)

### 試合数
- 国際Aマッチ 25試合 3得点 (2016年 - 2021)

| コロンビア代表 | 国際Aマッチ | 国際Aマッチ |
| 年             | 出場        | 得点        |
| -------------- | ----------- | ----------- |
| 2016           | 7           | 1           |
| 2017           | 0           | 0           |
| 2018           | 0           | 0           |
| 2019           | 11          | 1           |
| 2020           | 0           | 0           |
| 2021           | 7           | 0           |
| 通算           | 25          | 3           |

### 代表での得点
| #  | 開催年月日    | 開催地                                     | 対戦国       | スコア | 結果 | 試合概要              |
| -- | ------------- | ------------------------------------------ | ------------ | ------ | ---- | --------------------- |
| 1. | 2016年5月29日 | マイアミ、マーリンズ・パーク               | ハイチ       | 3-1    | 3-1  | 親善試合              |
| 2. | 2019年6月15日 | サルヴァドール、アレーナ・フォンチ・ノヴァ | アルゼンチン | 1-0    | 1-0  | コパ・アメリカ2019    |
| 3. | 2021年9月2日  | ラパス、エスタディオ・エルナンド・シレス   | ボリビア     | 1-0    | 1-1  | カタールW杯・南米予選 |